# آنا نخربتسکا
آنا نخربتسکا (لهستانی: Anna Nehrebecka؛ زادهٔ ۱۶ دسامبر ۱۹۴۷) بازیگر و سیاستمدار اهل لهستان است.
از فیلم‌ها یا برنامه‌های تلویزیونی که وی در آن نقش داشته‌است، می‌توان به سرنوشت‌های لهستانی، یک امر زنانه، زندگی خانوادگی، سلطان، کروک - زمزمه‌های شبانگاهی، دهن‌به‌دهن، سرزمین موعود و دوچرخه پدرم اشاره کرد.